# Київський університет ринкових відносин
Київський університет ринкових відносин (англ. Kyiv University of Market Relations, KUMR, рос. КУРО) — приватний заклад вищої освіти, який було створено у вересні 1990 року Міністерством освіти УРСР з ініціативи Ради Міністрів УРСР з метою підготовки та перепідготовки кадрів для ринкової економіки. Університет економічного та юридичного спрямування. У лютому 1992 року за рішенням I з’їзду Українського союзу промисловців і підприємців (УСПП) університету надано статус базового навчального закладу УСПП.
Зареєстрований 12 червня 1992 року.

## Структура
- Коледж
- Факультет бізнес-адміністрування та права
- Друга вища освіта
- Центр післядипломної освіти та підвищення кваліфікації
- Довузівська підготовка
- Аспірантура за спеціальністю 051 "Економіка"
- Програма - "Офіцер запасу"

## Навчання
У штатному складі працюють викладачі та спеціалісти із Німеччини та Австрії. В університеті студенти отримують професійні знання і навички, вивчають іноземні мови, беруть участь в міжнародних програмах. Високий рівень якості навчання забезпечує студентам вільне володіння комп'ютерною технікою і новітніми інформаційними технологіями.·  Ефективність навчання забезпечується високим рівнем професіоналізму викладацького складу університету, досконалою матеріально-технічною базою та чіткою організацією навчального процесу.
Університет  має тісні зв’язки з Асоціацією українських банків, Київським центром зайнятості, Національним комітетом міжнародної торгової палати України.
На базі Вищої Банківської школи університету (друга вища освіта) проходять перепідготовку та підвищують кваліфікацію керівні кадри і спеціалісти банківських та  фінансово-кредитних структур України.
В університеті функціонує навчально-тренувальний банк «Україна – Німеччина».
Для юнаків є можливість опанувати програму «Офіцер запасу».
На базі університету є Коледж.

## Міжнародні зв'язки
Університет співпрацює з Європейською асоціацією міжнародної освіти (EAIE, Голландія), Європейським кліринговим Домом Кейсів (Лондон). Постійним партнером Інституту у сфері вищої освіти є Боннська Академія (Німеччина), Асоціація по об’єднанню демократій (Вашингтон, США), Центр міжнародної міграції та розвитку (СІМ, Німеччина), Німецька компанія інвестицій та розвитку (DEG, Німеччина), Академія страхування (Швеція), Інститут сприяння економіці (Австрія), Університет Гілдхолл (Велика Британія), Шербурська інженерна школа (Франція), Московський Університет економіки, статистики та інформатики. Студенти Університету, які пройшли конкурсний відбір, мали можливість навчатися та стажуватися за кордоном, та отримати міжнародні дипломи та сертифікати: Франція (програма EUROCIS TACIS "Management Development Programm"), Англія (програма "Banking Investment"), Швеція (програма "Programm for raising qualification of the insurance management"). Співробітництво з Шербурською інженерною школою (Франція) надає можливість студентам навчатися та проходити стажування у Франції.
При Університеті створено українсько-німецький бізнес клуб «Київ-Берлін». Найкращі студенти та слухачі навчаються за міжнародними програмами і по закінченню Університету разом з державним дипломом України отримують Міжнародні дипломи та сертифікати з правом працювати закордоном.

## Нагороди
У 2010 році Київський університет ринкових відносин був нагороджений золотою медаллю Міністерства освіти і науки, молоді та спорту України у номінації: «Міжнародне співробітництво в галузі освіти і науки» на міжнародній виставці «Освіта та кар’єра — 2010». У 2011 році — золотою медаллю Міністерства освіти і науки, молоді та спорту України у номінації: «Інноваційний розвиток освіти та сучасні педагогічні технології» на міжнародній виставці «Освіта та кар’єра-2011».
За особливі заслуги в підготовці висококваліфікованих кадрів для народного господарства України та значні досягнення в науково-дослідній роботі університет одним із перших навчальних закладів незалежної держави було відзначено Указом Президента України (1992 р.), яким групі професорсько-викладацького складу були присвоєні почесні звання «Заслужений діяч науки і техніки України», «Заслужений працівник народної освіти України».

## Спеціальності підготовки
Освітній рівень "Бакалавр" (4 роки)
- 075 "Маркетинг"
- 072 "Фінанси, банківська справа та страхування"
- 071 "Облік і оподаткування"
- 073 "Менеджмент"
- 281 "Публічне управління та адміністрування"
- 081 "Право"

Освітній рівень "Магістр" (1 рік 4 місяці)
- 072 "Фінанси, банківська справа та страхування"
- 073 "Менеджмент"
- 281 "Публічне управління та адміністрування"
- 081 "Право"